# Purpurrötliche Bergenie
Die Purpurrötliche Bergenie (Bergenia purpurascens) ist eine Pflanzenart aus der Gattung der Bergenien (Bergenia) in der Familie der Steinbrechgewächse (Saxifragaceae). Die Art bildet Hybriden mit Bergenia crassifolia, Bergenia cordifolia, Bergenia stracheyi und Bergenia ciliata.

## Merkmale
Die Purpurrötliche Bergenie ist eine immergrüne, ausdauernde Pflanze, die Wuchshöhen von 25 bis 40 Zentimeter erreicht. Sie bildet ein Rhizom aus. Die Blattspreite ist elliptisch oder eiförmig-elliptisch, ihr Grund ist abgerundet oder keilig. Die Blüten sind nickend. Die Kronblätter sind meist purpurrot gefärbt, selten hellrosa, und messen 1,5 bis 2,5 × 0,7 bis 0,9 Zentimeter. Der Blütenschaft, die Blütenstandsäste und die Kelchblätter sind dunkelpurpurn oder braun gefärbt und weisen zahlreiche sitzende sowie einige gestielte Drüsen auf.
Die Blütezeit ist im Mai und Juni, in China Mai bis Oktober.
Die Chromosomenzahl beträgt 2n = 34.

## Vorkommen
Die Purpurrötliche Bergenie kommt in Ost-Nepal, Sikkim, Nord-Assam, Nord-Bhutan, Südost-Tibet, Nord-Myanmar sowie in China in Yunnan und Sichuan in Felsfluren und Säumen aus Bambus-Gebüschen, an offenen und halbschattigen Orten zwischen niedrigen Rhododendren in Höhenlagen von 1800 bis 5100 Meter vor.

## Nutzung
Die Purpurrötliche Bergenie wird selten als Zierpflanze für Steingärten, Rabatten, Trockenmauern, Gehölzgruppen und Teichufern genutzt. Sie ist seit spätestens 1849 in Kultur.
Aus dieser Art wird die Droge Bergenin gewonnen.